# Navascués
Navascués (baskijski: Nabaskoze) – gmina w Hiszpanii, w Nawarze, o powierzchni 95,92 km². W 2011 roku gmina liczyła 171 mieszkańców.